# Bundesverband der Deutschen Tourismuswirtschaft

Logo des Bundesverbands der Deutschen Tourismuswirtschaft

Der Bundesverband der Deutschen Tourismuswirtschaft e. V. (BTW) ist der Dachverband der deutschen Tourismuswirtschaft mit Sitz Berlin. Die Gründung erfolgte 1995.

## Verbandsarbeit
Der BTW vertritt die gemeinsamen Interessen der deutschen Tourismuswirtschaft. Zu den Mitgliedern gehören u. a. Verkehrsbetriebe (darunter Lufthansa und Deutsche Bahn), Hotelketten und Reiseveranstalter, Vertreter aus dem Tourismusmarketingbereich sowie touristische Verbände. Übergreifende Hauptthemen des Verbandes sind Digitalisierung, Klimaneutralität/Umwelt- und Naturschutz, Personalsicherung/Arbeit und Soziales sowie aktuelle Fragen der Regulierung/Wettbewerbspolitik. Im Detail geht es z. B. um Visapolitik, Verfügbarkeit und Bezahlbarkeit von E-Fuels, die Mehrwertsteuer in der Gastronomie, Bürokratieabbau, die Schaffung einer e-ID für Reisende oder die Pauschalreiserichtlinie.

## Präsidium
Seit dem 1. März 2022 ist Sören Hartmann Präsident des Bundesverbandes der Deutschen Tourismuswirtschaft. Er wurde am 28. November 2024 für zwei weitere Jahre wiedergewählt.
Im Präsidium sind neben dem Präsidenten vertreten:
- Vizepräsidenten: Norbert Fiebig (Deutscher Reiseverband DRV), Johannes Walter (Deutsche Lufthansa AG),
- Vizepräsident und Schatzmeister: Guido Zöllick (DEHOGA Bundesverband)
- Präsidiumsmitglieder: Thomas Bösl (Quality Travel Alliance), Anke Budde (Allianz selbständiger Reiseunternehmen asr), Felix Eichhorn (AIDA Cruises), Benedikt Esser (RDA Internationaler Bustouristik Verband), Johannes Ganser (HanseMerkur Reiseversicherung AG), Torsten Haase (Ergo Reiseversicherung), Nils Hartgen (DB Vertrieb GmbH), Petra Hedorfer (Deutsche Zentrale für Tourismus DZT), Otto Lindner (Hotelverband Deutschland e. V. IHA), Mark Tantz (DERTOUR Central Europe GmbH)[11]

Generalsekretär ist seit dem 1. Dezember 2022 Sven Liebert.

## Veranstaltungen und Projekte
Der BTW bietet seinen Mitgliedern und Partnern diverse Veranstaltungsformate und damit u. a. Möglichkeiten zur inhaltlichen und politischen Positionierung. Ziel ist es, zentrale Akteure aus Tourismusbranche, Politik, Wissenschaft und Medien zu verbinden, um zur Lösung von Zukunftsherausforderungen im Tourismus beizutragen:
Tourismusgipfel: Jedes Jahr veranstaltet der BTW mit dem Tourismusgipfel im Hotel Adlon Kempinski in Berlin ein Branchentreffen zu aktuellem Zeitgeschehen und Zukunftsthemen. Etwa 300 bis 400 Vertreter aus Wirtschaft, Politik und Medien nehmen jährlich an der Veranstaltung teil. Zu den Speakern und Panelisten zählen u. a. Bundesminister, Staatssekretäre, Bundestagsabgeordnete genauso wie zahlreiche Experten aus der Tourismusbranche.
#Letstalkabouttourism – Mehrmals im Jahr tauschen sich im Rahmen der vom BTW veranstalteten Diskussionsreihe #LetsTalkAboutTourism Vertreter aus der Tourismusbranche und Vertreter aus dem politischen Raum in kleiner Runde zu einem konkreten Schwerpunkt aus. Im Jahr 2023 waren der Tourismuskoordinator der Bundesregierung Dieter Jancecek, MdB sowie Achim Truger, Wirtschaftsweiser der Bundesregierung, zu Gast.
Parlamentarischer Abend – Ab 2023 lädt der BTW einmal jährlich zum Parlamentarischen Abend und damit insbesondere zum direkten und informellen Austausch von Vertretern des „Ökosystems“ Tourismus mit Mitgliedern des Deutschen Bundestages. Gastredner im Dezember 2023 ist der Bundesverkehrsminister Volker Wissing.
Roundtables & Taskforces – Im Rahmen der BTW-Roundtables und Taskforces geht es – im Austausch zwischen Mitgliedern des BTW und zuständigen externen Ansprechpartner – um jeweils ein konkretes Thema und konkrete Problemlösungen, so z. B. um die Visavergabe, Overtourism oder das Thema E-Fuels.
Darüber hinaus entwickelt der BTW Projekte zu konkreten Branchenschwerpunkten und lässt Studien zu branchenrelevanten Themen erstellen:
Deutscher Klimafonds Tourismus (DKT): 2023 hat der BTW das Projekt Deutscher Klimafonds Tourismus (DKT) gestartet. Gemeinsam mit dem Potsdam Institut für Klimafolgenforschung (PIK) und gefördert durch das Bundesministerium für Wirtschaft und Klimaschutz werden CO2-Berechnungsstandards entwickelt, Projekte zur Treibhausgasreduktion umgesetzt und ein Fonds für die Umsetzung konkreter Projekte in der Tourismuswirtschaft aufgebaut. Der Deutsche Klimafonds Tourismus (DKT) soll die Tourismusbranche darin unterstützen, wirksame Maßnahmen zur Reduktion von Treibhausgasen zu entwickeln, umzusetzen und zu dokumentieren.
Studien: In einer in Zusammenarbeit mit dem Bundesministerium für wirtschaftliche Zusammenarbeit und Entwicklung und vom IW Köln erstellten Studie unter dem Titel „Entwicklungsfaktor Tourismus“ beschäftigt sich der BTW mit den Effekten, die der Tourismus aus Deutschland in Entwicklungs- und Schwellenländern hat. Gefördert durch das Bundeswirtschaftsministerium hat der Bundesverband der Deutschen Tourismuswirtschaft im Juni 2022 zudem die von Ernst & Young erstellte Studie „Urlaub und Gesundheit“ veröffentlicht.
Center for Innovation and Sustainability in Tourism (C.I.S.T.): In dieser vom BTW mitentwickelten Plattform werden Wissenschaft & Tourismuswirtschaft in und für gemeinsame Forschungsprojekte zusammengebracht.

## Mitglieder
Dem BTW gehören etwa 25 Unternehmen und Verbände an:
- AIDA Cruises
- asr - Allianz selbständiger Reiseunternehmen
- Bentour Reisen
- BEST-REISEN
- Bundesverband der Deutschen Incoming-Unternehmen (BVDIU)
- Caravan, Motor und Touristik - CMT Die Urlaubsmesse
- DB Vertrieb
- DERTOUR Group
- Deutsche Lufthansa
- Deutsche Zentrale für Tourismus
- Deutscher Hotel- und Gaststättenverband Bundesverband
- Deutscher Reiseverband
- Deutscher Travel Retail Verband (DTRV)
- DSR Hotel Holding
- Ergo Reiseversicherung
- Ferien Touristik GmbH
- Gesellschaft für Konsumforschung
- HanseMerkur Reiseversicherung AG / HanseMerkur Versicherungsgruppe
- Hotel Adlon Kempinski Berlin
- Hotelverband Deutschland (IHA)
- Loro Parque SA
- Lufthansa City Center Reisebüropartner GmbH
- MSC Cruises GmbH
- Quality Travel Alliance QTA
- RDA Internationaler Bustouristik Verband
- SeaConsult HAM GmbH
- Deutsche Hospitality / H World International / Steigenberger Hotels AG
- Wilde & Partner Communications GmbH

## Mitgliedschaften
Der BTW ist Mitglied in folgenden Organisationen:
- Deutsche Zentrale für Tourismus e. V. (DZT)
- World Tourism Organisation (WTO)